# FOXP3
FOXP3（Forkhead box protein P3）基因，即叉头框P3基因，也称为scurfin蛋白，位于X染色体，属于FOX蛋白家族，是一种与免疫系统响应有关的转录因子。